# Maurice Privat
Pour les articles homonymes, voir Privat.
Maurice Privat (1889-1949) était un écrivain et journaliste français, précurseur du journal parlé.
Le poste de la Tour Eiffel est donné en location le 27 mai 1924 à l'Association des Amis de la Tour (fondée par Maurice Privat) qui est chargée d'y organiser les émissions et les informations. Son directeur, Maurice Privat, met à l'antenne le 3 novembre 1925 le premier « journal parlé » au monde, ainsi que de nombreuses chroniques.
Il donna une grande publicité à l'astrologie (p. 11) en obtenant d'un éditeur renommé (à la différence d'un éditeur spécialisé dans l'ésotérisme) (p. 9 & 33) la publication d'un ouvrage d'initiation complète à cette discipline. En effet, il fit paraître chez Grasset en 1935 L'Astrologie Scientifique à la portée de tous. Ce livre fut régulièrement réédité jusqu'à la Seconde Guerre mondiale (p. 27). Avant cela, il se fit connaître en publiant plusieurs romans et des essais, dont Oustric et Cie (Les Documents secrets, 1931), l'histoire de l'un des plus gros scandales financiers de l'entre deux guerres et Seznec est innocent.
En 1936, Privat fit paraître un autre ouvrage sur l'astrologie, toujours chez Grasset, La Loi des Étoiles (p. 34), qui resta au catalogue de l'éditeur jusqu'en 1955.
En 1939, Maurice Privat publia ses prédictions mondiales pour l'année 1940 en annonçant une « année de grandeur française » (p. 160). Sa série de prédictions annuelles ne prit pas fin avec ce volume : en 1947, il fit paraître un 1948, Année de grands changements (p. 107). De fait, Privat publia la légende suivante à un document dans La Loi des Étoiles (p. 110) : « La croix gammée d'Hitler (...) est d'origine précessionnelle, exprimant le renouveau de l'humanité » (p. 161). Son dernier livre (1948) porte sur Pierre Laval, dont il fut l'astrologue (p. 107).

## Sources
- Jacques Halbronn, La vie astrologique, années trente-cinquante, de Maurice Privat à Dom Néroman, Guy Trédaniel Éditeur, 1995  (ISBN 978-28-57077-40-4)
- Article de Lucien Jude